# Villiers-en-Lieu
Villiers-en-Lieu és un municipi francès situat al departament de l'Alt Marne i a la regió del Gran Est. L'any 2007 tenia 1.586 habitants.

## Demografia

### Població
El 2007 la població de fet de Villiers-en-Lieu era de 1.586 persones. Hi havia 607 famílies de les quals 112 eren unipersonals (21 homes vivint sols i 91 dones vivint soles), 243 parelles sense fills, 235 parelles amb fills i 17 famílies monoparentals amb fills.
La població ha evolucionat segons el següent gràfic:
Habitants censats

### Habitatges
El 2007 hi havia 662 habitatges, 620 eren l'habitatge principal de la família, 14 eren segones residències i 28 estaven desocupats. 648 eren cases i 12 eren apartaments. Dels 620 habitatges principals, 545 estaven ocupats pels seus propietaris, 70 estaven llogats i ocupats pels llogaters i 5 estaven cedits a títol gratuït; 15 tenien dues cambres, 60 en tenien tres, 157 en tenien quatre i 388 en tenien cinc o més. 523 habitatges disposaven pel capbaix d'una plaça de pàrquing. A 244 habitatges hi havia un automòbil i a 326 n'hi havia dos o més.

### Piràmide de població
La piràmide de població per edats i sexe el 2009 era:
| Homes | Edats   | Dones |
| ----- | ------- | ----- |
| 0     | 95 o +  | 0     |
| 0     | 90 a 94 | 12    |
| 4     | 85 a 89 | 16    |
| 4     | 80 a 84 | 8     |
| 20    | 75 a 79 | 20    |
| 32    | 70 a 74 | 44    |
| 40    | 65 a 69 | 32    |
| 56    | 60 a 64 | 56    |
| 52    | 55 a 59 | 48    |
| 52    | 50 a 54 | 44    |
| 76    | 45 a 49 | 68    |
| 48    | 40 a 44 | 60    |
| 56    | 35 a 39 | 40    |
| 28    | 30 a 34 | 52    |
| 32    | 25 a 29 | 56    |
| 32    | 20 a 24 | 12    |
| 52    | 15 a 19 | 56    |
| 48    | 10 a 14 | 40    |
| 32    | 5 a 9   | 48    |
| 44    | 0 a 4   | 28    |

## Economia
El 2007 la població en edat de treballar era de 1.011 persones, 716 eren actives i 295 eren inactives. De les 716 persones actives 656 estaven ocupades (353 homes i 303 dones) i 60 estaven aturades (29 homes i 31 dones). De les 295 persones inactives 123 estaven jubilades, 73 estaven estudiant i 99 estaven classificades com a «altres inactius».

### Ingressos
El 2009 a Villiers-en-Lieu hi havia 641 unitats fiscals que integraven 1.640,5 persones, la mediana anual d'ingressos fiscals per persona era de 17.740 €.

### Activitats econòmiques
Dels 46 establiments que hi havia el 2007, 1 era d'una empresa alimentària, 9 d'empreses de fabricació d'altres productes industrials, 10 d'empreses de construcció, 6 d'empreses de comerç i reparació d'automòbils, 3 d'empreses de transport, 1 d'una empresa d'hostatgeria i restauració, 1 d'una empresa d'informació i comunicació, 2 d'empreses financeres, 1 d'una empresa immobiliària, 5 d'empreses de serveis, 4 d'entitats de l'administració pública i 3 d'empreses classificades com a «altres activitats de serveis».
Dels 13 establiments de servei als particulars que hi havia el 2009, 3 eren tallers de reparació d'automòbils i de material agrícola, 1 paleta, 1 guixaire pintor, 2 fusteries, 2 lampisteries, 2 electricistes i 2 perruqueries.
Dels 3 establiments comercials que hi havia el 2009, 1 era una botiga de més de 120 m², 1 una botiga de menys de 120 m² i 1 una joieria.
L'any 2000 a Villiers-en-Lieu hi havia 3 explotacions agrícoles.

## Equipaments sanitaris i escolars
L'únic equipament sanitari que hi havia el 2009 era una farmàcia.
El 2009 hi havia 1 escola maternal i 1 escola elemental.

## Poblacions més properes
El següent diagrama mostra les poblacions més properes.